# Riu Slaney
El Riu Slaney (irlandès: Abhainn na Sláine, "riu de la salut") és un riu al sud-est d'Irlanda. Sorgeix a la muntanya de Lugnaquilla en la part occidental dels monts Wicklow i flueix cap a l'oest i després al sud a través del Comtat de Wicklow, Comtat de Carlow i Comtat de Wexford, abans d'entrar al Canal de Sant Jordi a la mar d'Irlanda per la ciutat de Wexford. L'estuari del Slaney és ampla i poc profund i és conegut com a Wexford Harbour.
Ciutats en el Slaney inclouen Stratford-on-Slaney, Baltinglass, Tullow, Bunclody, Enniscorthy i Wexford. Al llarg dels 117 quilòmetres del seu curs, està creuat per 32 ponts de carretera i un pont de ferrocarril.
Hi ha abundància de vida silvestre en el mitjà fluvial. A Wicklow, poden veure's ramats de cérvols, així com cignes, merles d'aigua, ànecs collverd, agrons i blauets. A l'ocàs poden veure's ratpenats, òlibes i llúdries, mentre que les maresmes de l'estuari són llocs en els quals abunden gavines vulgars, gamba roja i hematopòdids. En temporada, poden pescar-se salmons i truites.